# Tomasz Czubak
Tomasz Czubak (Słupsk, 16 dicembre 1973) è un ex velocista polacco, specializzato nei 400 metri piani e campione mondiale della staffetta 4×400 metri a Siviglia 1999.

## Record nazionali

### Seniores
- 400 metri piani: 44"62 ( Siviglia, 24 agosto 1999)
- Staffetta 4×400 metri: 2'58"00 ( Uniondale, 22 luglio 1998) (Piotr Rysiukiewicz, Tomasz Czubak, Piotr Haczek, Robert Maćkowiak)

## Palmarès
| Anno | Manifestazione    | Sede      | Evento      | Risultato  | Prestazione | Note                                     |
| ---- | ----------------- | --------- | ----------- | ---------- | ----------- | ---------------------------------------- |
| 1991 | Europei juniores  | Salonicco | 400 m piani | 6º         | 47"38       |                                          |
| 1991 | Europei juniores  | Salonicco | 4×400 m     | Argento    | 3'08"18     |                                          |
| 1992 | Mondiali juniores | Seul      | 4×400 m     | 4º         | 3'07"01     |                                          |
| 1997 | Mondiali          | Atene     | 400 m piani | Semifinale | 45"51       |                                          |
| 1997 | Mondiali          | Atene     | 4×400 m     | Bronzo     | 3'00"26     |                                          |
| 1998 | Europei indoor    | Valencia  | 400 m piani | 4º         | 47"18       |                                          |
| 1998 | Europei           | Budapest  | 400 m piani | 4º         | 45"43       |                                          |
| 1998 | Europei           | Budapest  | 4×400 m     | Argento    | 2'58"88     |                                          |
| 1999 | Mondiali indoor   | Maebashi  | 400 m piani | Semifinale | dnf         |                                          |
| 1999 | Mondiali          | Siviglia  | 400 m piani | Semifinale | 44"62       | Record nazionale                         |
| 1999 | Mondiali          | Siviglia  | 4×400 m     | Oro        | 2'58"91     | Miglior prestazione personale stagionale |